# Pliskavice
Pliskavice (lat. Phocoenidae) ili morske svinje su porodica malih kitova zubana sa šest vrsta unutar četiri roda. Srodni su s dupinima, no u nizu anatomskih osobina se od njih razlikuju. Posebno je karakterističan oblik glave i zubi. U Europi je najpoznatija obalna pliskavica (Phocoena phocoena), koja živi u Sjevernom i Baltičkom moru.

## Anatomija
Dužina tijela do 2,5 m pliskavice svrstava među male kitove, a Kalifornijska pliskavica je svojom maksimalnom dužinom do 1,5 m jedna od najmanjih. Pliskavice imaju zbijeno tijelo s okruglom glavom i tupom njuškom bez kljuna. U čeljustima imaju do 120 lopatastih zubi. Leđna peraja im je trokutasta i smještena je iza sredine tijela, jedino bezperajasta pliskavica ju uopće nema. 

## Rasprostranjenost
Ova porodica nastanjuje sve oceane zadržavajući se ipak pretežno uz obale. Prednost daju morima sjeverne polutke, samo dvije od šest vrsta žive na južnoj polutki. Glatka pliskavica se može sresti i u nekim rijekama, primjerice u Jangceu. 

## Ponašanje
Pliskavice love najčešće ribe, no hrane se i glavonošcima i rakovima. Žive u grupama do desetak jedinki, ali se mogu okupiti i u grupe od više stotina. Između sebe se sporazumijevaju različitim kliktavim i zviždavim tonovima. Kao i drugi kitovi zubani, i pliskavice se koriste ultrazvukom i eholokacijom. Pliskavice su brzi plivači, tako se Dallijeva pliskavica s brzinom od 55 km/h ubraja u najbrže kitove. No, njihovi su skokovi manje akrobatski nego oni koje izvode oceanski dupini.

## Klasifikacija
- rod Phocoena
  - Phocoena phocoena, obalna pliskavica
  - Phocoena sinus, Kalifornijska pliskavica
  - Phocoena spinipinnis, Burmeisterova pliskavica
- rod Neophocaena
  - Neophocaena phocaenoides, bezperajasta pliskavica
- rod Phocoenoides
  - Phocoenoides dalli, Dallijeva pliskavica
- rod Australophocaena
  - Australophocaena dioptrica, šarena pliskavica

## Utjecaj čovjeka
Pliskavice se često love za jelo ili ih se koristi kao mamac za druge vrste morskih životinja. Dodatno, populacija je desetkovana jalovim ulovom ribarskim mrežama. Jedna od najugroženijih vrsta kitova je kalifornijska pliskavica jer živi na ograničenom području koje je uz to vrlo industrijalizirano. Vrlo slična situacija je i s populacijom pliskavica koje žive u baltičkom moru. Jedna od mogućnosti da se spriječi jalovi izlov pliskavica je korištenje tzv. pingera.
Pliskavice se rijetko drže u delfinarijima, jer su daleko manje popularne od dupina, a i puno je kompliciranije njihovo držanje u zatočeništvu.

## Drugi projekti
|  | Zajednički poslužitelj ima još gradiva o temi Pliskavice |
|  | Wikivrste imaju podatke o taksonu Pliskavicama           |